# Druškovec
Druškovec falu Horvátországban, Varasd megyében. Közigazgatásilag  Maruševechez tartozik.

## Fekvése
Varasdtól 16 km-re, községközpontjától Maruševectől 4 km-re délnyugatra a Zagorje hegyeinek keleti lábánál, a Drávamenti-síkság szélén enyhén dombos vidéken fekszik.

## Története
Történészek szerint a falu már a 12. században is létezett, mint a johannita lovagrend ivaneci uradalmának része.
Első írásos említése a 16. században a Druskóczy család birtokaként történik. A falu nevét is valószínűleg a családról kapta. A 17. században épült Szent Rókus tiszteletére szentelt kápolnája, ahol minden év augusztus 16-án a kápolna búcsúnapján a környező települések többezres hívőserege gyűlik össze. A 18. és 19. századi források szerint a falu birtokosai a Konyary, Doroghy és Lopatny családok  voltak. 
A falunak 1857-ben 298, 1910-ben 477 lakosa volt. 1920-ig Varasd vármegye Ivaneci járásához tartozott. Alapiskoláját 1921-ben alapították. Az iskola ideiglenesen egy parasztházban működött, míg 1927-ben elkészült az új emeletes iskolaépület. 2001-ben 114 háza és 379 lakosa volt. 

## Nevezetességei
Szent Rókus tiszteletére szentelt kápolnája a falu szélén, a temető és az iskola között található.  Kis méretű, egyhajós kápolna, sokszögű szentéllyel, sekrestyével és harangtoronnyal, amely az oromzatos főhomlokzatról emelkedik fel. Az egyszerűséget és szerénységet árasztó belső térben kiemelkednek a szentély falainak festményei, melyek Szent Rókus életének jeleneteit ábrázolják, valamint 17. század közepén épített késő barokk jellegzetes főoltár. A kápolna 1646-ban épült.

## Külső hivatkozások
- A község hivatalos oldala
- A község információs portálja